# Массовое убийство в Виннендене
Массовое убийство в Виннендене — события, произошедшие 11 марта 2009 года в училище Альбертвиль-Реальшуле в городе Винненден, затем в соседнем городе Вендлинген, Германия, в результате которых погибли 16 человек, в том числе сам преступник, 17-летний Тим Кречмер (нем. Tim Kretschmer), бывший выпускник школы. Одиннадцать человек были ранены и госпитализированы.

## Тим Кречмер
Тим Кречмер (нем. Tim Kretschmer) — семнадцатилетний подросток, устроивший кровавую бойню в своём бывшем училище, а затем на улицах городов Винненден и Вендлинген (Германия) 11 марта 2009 года и после этого покончивший с собой, находясь в окружении полиции.
Тим родился 26 июля 1991 года в немецком городе Винненден. С малых лет отличался агрессивностью. В семь лет Кречмер пошел в местную школу. В 16 лет он пошёл в реальное училище, где получил образование для коммерческой карьеры. В школе был «белой вороной», сверстники часто задирали его. Однако в школе у него всё-таки было несколько приятелей, с которыми он любил играть в покер в кафе «Туникс» в Виннендене после школы. Его немногочисленные друзья описывают его как тихого, спокойного и застенчивого учащегося, однако, если его задеть, он вспыхивал как спичка и впадал в гнев по любому поводу. Тим увлекался настольным теннисом и намеревался стать профессиональным игроком. Тренер Харват Хебидженек, тренировавший Кречмера с 2000 по 2005 год, описывает его как «немного испорченного», так как, если Тим проигрывал кому-нибудь, он впадал в истерику, которая могла длиться несколько часов. Кречмер был очень высокого мнения о себе и открыто принижал товарищей по команде. Также Тим Кречмер любил жестокие игры и оружие. Он был фанатом игр Postal 2, Doom 3, Far Cry 2, GTA IV, Quake 4. Также известно, что Кречмер часто тренировался в стрельбе из отцовского пистолета в подвале и на заднем дворе своего дома. Сообщалось, что Крейчмер посещал психиатра, которому рассказывал о своем растущем озлоблении и мыслях о самоубийстве. В 2008 году психиатр посоветовал родителям Кречмера положить сына в больницу для прохождения курса реабилитации, однако они отклонили это предложение.

## В училище
11 марта 2009 года около 9:15 утра по местному времени Тим Кречмер взял отцовский пистолет и большое количество патронов к нему и покинул свой дом, надев армейские ботинки и одежду чёрного цвета. Преступник открыл огонь из девятимиллиметрового пистолета Беретта в Альбертвиль-Реальшуле (нем. Albertville-Realschule) около 9:30 по местному времени. Свидетели сообщают, что преступник начал стрелять на первом этаже, в аудитории 9С, где шёл урок испанского языка, убив пятерых учеников прицельными выстрелами в голову с близкого расстояния. Затем преступник, перейдя в аудиторию 10D, где проходил урок немецкого языка, и открыв огонь, убил двух учеников и ранил ещё девять, двух из которых тяжело. Когда нападавший вышел из комнаты, чтобы перезарядить своё оружие, учителю и нескольким ученикам удалось быстро запереться на ключ изнутри. Кречмер попытался вскрыть замок несколькими выстрелами, но безуспешно. Преступник, затем зашёл в кабинет химии, где застрелил молодую учительницу. 
В 9:33 местная полиция приняла звонок и выслала две группы спецназа и несколько полицейских машин на место преступления. Спустя три минуты, около 9:36, услышав приближение полиции, Тим покинул училище, обстреляв подъезжающую патрульную машину, а также застрелив на выходе из здания ещё двух учителей. Всего же в результате стрельбы в здании учебного заведения погибли девять учеников старших классов и три учителя. Семеро учеников были убиты на месте (6 девушек и 1 юноша), двое были госпитализированы в тяжёлом состоянии, но вскоре скончались от полученных ранений, ещё семь учеников получили огнестрельные ранения, и двое учеников — травмы в результате панических прыжков из окон. Кречмер успел произвести около 60 выстрелов.

## Дальнейшее развитие событий
Покинув здание училища, Кречмер расправился со случайно встретившимся ему сотрудником психиатрического центра, расположенного рядом со школой. Затем, около 10 часов утра, взяв на автостоянке в нескольких километрах от места преступления в заложники случайного водителя автомобиля Volkswagen Sharan, Игоря Вольфа, Тим заставил его под угрозой пистолета ехать около ста километров на запад в направлении Вендлингена. Около 12 часов, после экстренного торможения перед полицейским контрольно-пропускным пунктом, водитель смог убежать, в то время как Кречмер также сумел в последний момент выпрыгнуть из машины и скрыться. 
В 12:15  Кречмер подошел к  автосалону Volkswagen в 40 километрах от города. Преступник зашёл в здание, и попытался завладеть автомобилем, но после безуспешной попытки Кречмер в приступе гнева произвёл 13 выстрелов, убив ими одного покупателя и работника автосалона. Когда он перезаряжал пистолет, все остальные покинули здание через аварийный выход. Около 12:30 Кречмер вышел из здания на автостоянку, где произвёл два выстрела в отъезжающий автомобиль повредив лобовое стекло, но не попав в водителя.  
Приблизительно через 10 — 15 минут после этих событий, сотрудники полиции обнаружили преступника на стоянке, где произвели в его сторону восемь выстрелов на поражение, ранив в обе ноги. В ответ Кречмер, успев забежать в  здание автосалона, из окна произвёл 12 выстрелов в сторону сотрудников полиции, однако не попал по ним. Затем, перезарядив оружие, покинув здание через чёрный ход, Кречмер пересёк улицу, оказавшись на автостоянке соседствующего с автосалоном офисного здания. Увидев подъезжающую к нему патрульную машину, Кречмер произвёл в её сторону 10 выстрелов, ранив двух офицеров полиции, находившихся внутри. Затем, находясь в окружении полицией, преступник прикрываясь автомобилями, ещё некоторое время не прицельно стрелял в сторону полицейских, пока не получил еще два пулевых ранения, в живот и левую ногу и, увидев, что у него почти иссякли боеприпасы, застрелился между 13:05 и 13:08. Последние минуты перестрелки были засняты на камеру мобильного телефона одним из свидетелей.

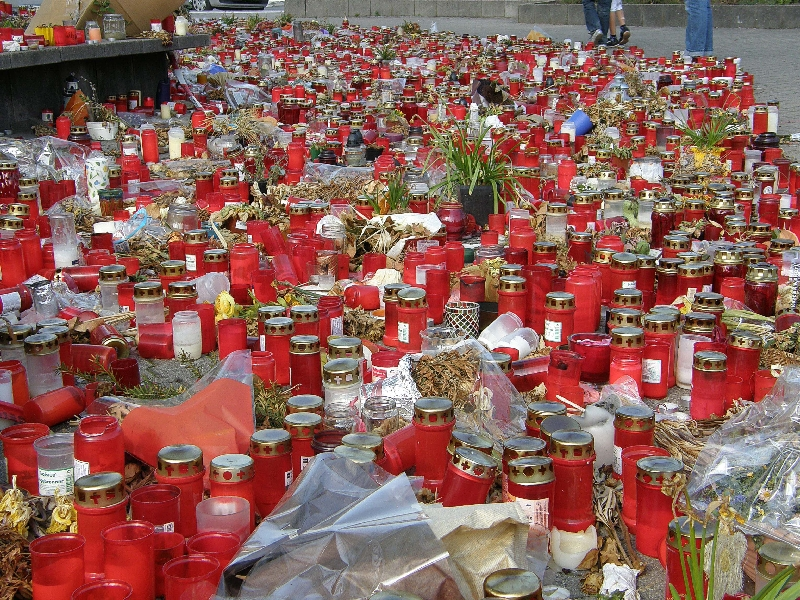
Траурные свечи жертвам убийства

## Жертвы
Всего в результате бойни погибло 16 человек (включая Кречмера), а также было ранено 11 человек.
Погибшие жертвы, а также их возраст:
- Жаклин Ханн — 16 лет (ученица);
- Ибрагим Хэлиладж — 17 лет (ученик);
- Штефани Таня Кляйш — 16 лет (ученица);
- Михаэла Келер — 26 лет (преподаватель);
- Селина Макс — 15 лет (ученица);
- Нина Дениз Майер — 24 года (преподаватель);
- Виктория Минасенко — 16 лет (ученица);
- Николь Элизабет Налепа — 17 лет (ученица);
- Шанталь Шилл — 15 лет (ученица);
- Яна Наташа Шобер — 15 лет (ученица);
- Забрина Шюле — 24 года (преподаватель);
- Кристина Штробель — 16 лет (ученица);
- Франц Йозеф Юст — 57 лет (работник психиатрического центра);
- Денис Пулиджик — 36 лет (работник автосалона);
- Сигурт Петер Густов Вилк — 46 лет (клиент автосалона);
- Тим Кречмер — 17 лет (преступник).

## Последствия
По сообщениям BBC, преступник стрелял жертвам в голову, показывая этим, что выстрелы были не случайными. В общей сложности в училище было произведено около 60 выстрелов. На стоянке Кречмер произвёл 28 беспорядочных выстрелов, включая последний, себе в голову. Еще 13 выстрелов были сделаны в здании автосалона. По данным баллистической экспертизы, Кречмер между 9:30 и 13:08 произвёл всего 112 выстрелов. При нём обнаружили 58 неиспользованных патронов.

### Уголовное дело и гражданские иски в отношении отца Тима Кречмера
Как выяснилось позже, отец Тима — Йорг Кречмер состоял в местном стрелковом клубе «Schützenverein», что позволило ему хранить дома 15 единиц огнестрельного оружия, одной из которых и воспользовался Тим. 
Полиция выяснила, что 14 единиц оружия, а также боеприпасы к ним хранились в металлическом сейфе, ключ от которого Кречмер—старший всегда хранил в надёжном месте. Но именно 9 миллиметровый пистолет Beretta M9, которым пользовался Тим Кречмер при совершении массового убийства, а также несколько сотен боеприпасов к нему находились в комоде в одной из спален и были фактически доступны любому желающему. По этой причине 16 марта 2009 года местные правоохранительные органы возбудили уголовное дело в отношении Йорга Кречмера по обвинению его в ненадлежащем хранении огнестрельного оружия и проявленной при этом халатности, повлекшей гибель 15 и нанесение телесных повреждений еще одиннадцати людям. 
Всё оставшееся в доме Кречмеров оружие, а также боеприпасы к ним были конфискованы сотрудниками полиции. 19 марта 2009 года Йорг Кречмер добровольно покинул стрелковый клуб и отказался от лицензии, позволяющей ему хранить огнестрельное оружие.
После почти двухлетних разбирательств 10 февраля 2011 года окружной суд Штутгарта (куда вскоре после совершения массового убийства, продав дом перебрались родители преступника) признал Йорга Кречмера виновным по всем предъявленным ему пунктам и приговорил к полутора годам лишения свободы условно, а также пожизненно лишил его права состоять в каких-либо стрелковых клубах или ассоциациях, приобретать, хранить и носить огнестрельное оружие. Кречмером—старшим была подана апелляция, которая была оставлена без удовлетворения в апреле 2013 года.
В декабре 2014 года Йорг Кречмер подал иск на возмещение ему 8,8 млн евро компенсации за некачественно оказанную медицинскую помощь против больницы Вейсенхоф, где Тим Кречмер проходил лечение за полгода до совершения массового убийства, однако суд не нашел нарушений в качестве предоставляемых клиникой медицинских услуг и в апреле 2016 года отказал в удовлетворении иска. 
Кроме того в августе 2015 года Фонд страхования Баден-Вюртемберга который оплачивал большую часть расходов на лечение пострадавших при стрельбе подал иск против Йорга Кречмера на возмещение им в общей сумме 717 000 евро потраченных фондом на реабилитацию и страховочные выплаты потерпевшим, после полуторалетних судебных разбирательств 10 марта 2017 года Кречмер-старший пошел на сделку с истцами согласившись выплатить в качестве компенсации 500 000 евро, после чего судебное разбирательство было прекращено.

## Мотивы
За несколько дней до массового убийства, 8 марта 2009 года девушка, за которой ухаживал Кречмер, отказалась с ним встречаться. Предположительно это и стало, по мнению немецких детективов, основной причиной трагедии. Полиция сообщила, что девушка была убита в училище одной из первых. За три дня до стрельбы Кречмер оставил родителям письмо, в котором написал, что очень страдает, потому что чувствует себя одиноко из-за того, что у него нет девушки и мало друзей. Но Йорг Кречмер проигнорировал письмо сына, решив, что со временем всё наладится.
Когда по дороге Игорь Вульф, водитель захваченной машины, спросил Кречмера, почему он стрелял, Тим ответил: «Это просто весело». В пути Тим, заряжая магазин, спросил Вульфа: «Как вы думаете, мы ещё найдем другую школу?», при этом Вульф попытался перевести разговор на другую тему.
Одно из сообщений, отправленных Кречмером вечером, 10 марта 2009 года одному из собеседников в анонимном чате, содержало следующий текст:

Довольно. Я устал от этой жуткой жизни. Ничего не меняется — все смеются надо мной, никто не видит, на что я способен. У меня есть оружие, и завтра я отправлюсь в мою бывшую школу, и я их как следует поджарю. Может, мне даже уйти удастся. 

Следи за новостями, ты обо мне ещё услышишь. Просто запомни название города — Винненден.

Собеседник подумал, что Кречмер пошутил, но вскоре понял из очередного выпуска новостей, что это не было шуткой. Вскоре после этого он рассказал обо всем отцу, а тот, в свою очередь, обратился в полицию.
По сообщениям полиции и прокурора, с апреля по сентябрь 2008 г. Тим находился на лечении в психиатрическо-неврологической больнице Вайсенхоф в Вайнсберге. Родители Тима изначально опровергавшие этот факт, позже всё же признали его.
Массовое убийство в Виннендене произошло на следующий день после массового убийства в Алабаме. Высказывались предположения, что случай в Алабаме послужил примером для Тима. Однако подтверждений этому до сих пор нет.